# North Lakeville
North Lakeville é um lugar designado pelo censo localizado no condado de Plymouth no estado estadounidense de Massachusetts. No Censo de 2010 tinha uma população de 2.630 habitantes e uma densidade populacional de 196,68 pessoas por km².

## Geografia
North Lakeville encontra-se localizado nas coordenadas 41° 51′ 36″ N, 70° 56′ 21″ O. Segundo a Departamento do Censo dos Estados Unidos, North Lakeville tem uma superfície total de 13.37 km², da qual 13.03 km² correspondem a terra firme e (2.54%) 0.34 km² é água.

## Demografia
Segundo o censo de 2010, tinha 2.630 pessoas residindo em North Lakeville. A densidade populacional era de 196,68 hab./km². Dos 2.630 habitantes, North Lakeville estava composto pelo 96.54% brancos, o 1.06% eram afroamericanos, o 0.04% eram amerindios, o 0.65% eram asiáticos, o 0% eram insulares do Pacífico, o 0.53% eram de outras raças e o 1.18% pertenciam a duas ou mais raças. Do total da população o 0.76% eram hispanos ou latinos de qualquer raça.